# Pachybrachis alpinus
Pachybrachis alpinus es una especie de insecto coleóptero de la familia Chrysomelidae.
Fue descrita científicamente en 1982 por Rapilly.